# Muik Hockey
Muik Hockey är en ishockeyklubb från Nykarleby i Österbotten som säsongen 2022/2023 spelar i Finlands tredje högsta serie Finlandsserien.
Muik Hockey bildades 1984 i Munsala som Munsala IK och spelade sina matcher på naturis i Hirvlax. I mitten av 1990-talet flyttades verksamheten till Nykarleby centrum där man fick tillgång till konstis och år 2008 byggdes en ishall.
NHL-meriterade Leo Komarov började sin karriär i Muik Hockeys juniorlag. I samband med att Nykarleby firade Komarovs  VM-guld 2011 meddelade stadsdirektör Gösta Willman att Nykarleby ishall byter namn till Komarov Arena.